# Volleybalvereniging Flamingo's '56
Il Volleybalvereniging Flamingo's '56 è una società pallavolistica femminile olandese, con sede a Gennep: milita nel campionato olandese di Promotieklasse.